# Szreniawa

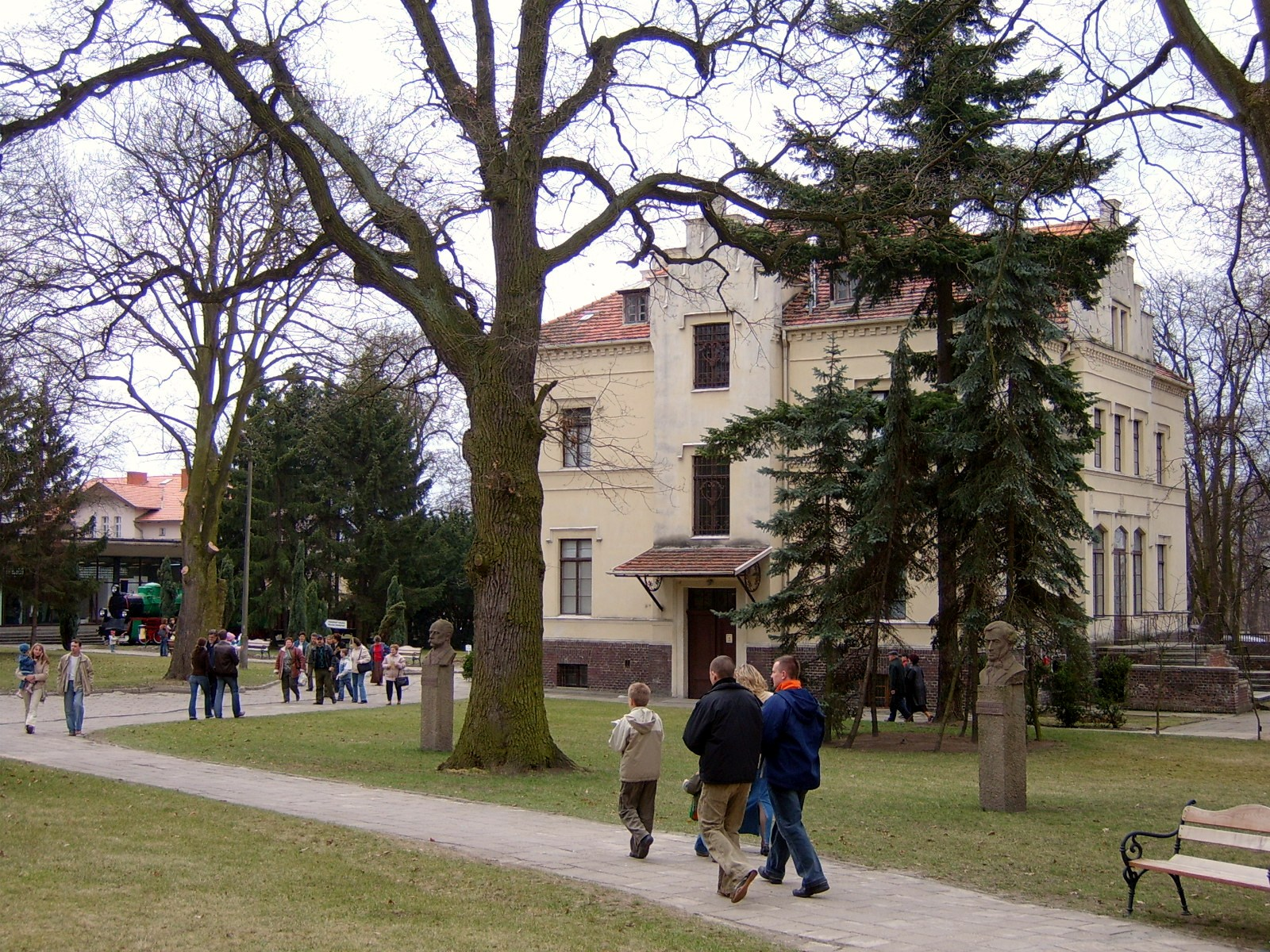
Nationalmuseum der Landwirtschaft und der Landwirtschaftslebensmittelindustrie in Szreniawa

Szreniawa (deutsch Marienberg) ist ein Dorf in der Gemeinde Komorniki im Powiat Poznański der Woiwodschaft Großpolen in Polen.
Der Ort liegt 13 km südwestlich von Poznań und hatte im Jahre 2011 652 Einwohner.
In Szreniawa befinden sich Nationalmuseum der Landwirtschaft und der Landwirtschaftslebensmittelindustrie und der Bierbaum-Turm.